# 취나물속
취나물속(학명: Saussurea)은 국화과 지느러미엉겅퀴족에 속하는 속씨식물 속이다. 동아시아와 유럽 및 북아메리카의 냉온대 지역과 북극 지역에 자생하는 300여 종으로 이루어져 있다. 히말라야와 동아시아의 고산 기후 서식지에서 가장 높은 다양성을 보인다. 여러해살이 초본식물이다. 키가 5-10cm인 아주 작은 고산 종부터 키가 최대 3m에 이르는 큰 엉겅퀴 종까지 다양하다.

## 일부 종
| - 버들취 (S. amurensis) - 사창분취 (S. calcicola) - 자병취 (S. chabyoungsanica) - 남포분취 (S. chinnampoensis) - 담배취 (S. conandrifolia) - 금강분취 (S. diamantica) - 솜분취 (S. eriophylla) - 은분취 (S. gracilis) - 태백취 (S. grandicapitula) - 서덜취 (S. grandifolia) - 백운취 (S. insularis) - 큰각시취 (S. japonica) - 경성서덜취 (S. koidzumiana) - 비단분취 (S. komaroviana) - 큰비단분취 (S. komaroviana var. macrophylla) - 각시서덜취 (S. macrolepis) - 덤불취 (S. manshurica) - 깃덤불취 (S. manshurica var. pinnatifida) - 버들분취 (S. maximowiczii) - 북분취 (S. mongolica) - 묘향분취 (S. myokoensis) - 나래취 (S. neopulchella) - 산골취 (S. neoserrata) | - 무등취 (S. nipponica Miq. subsp. higomontana) - 너울취 (S. nomurae) - 빗살서덜취 (S. odontolepis) - 홍도서덜취 (S. polylepis) - 각시취 (S. pulchella) - 흰각시취 (S. pulchella for. albiflora) - 가야산은분취 (S. pseudogracilis) - 백설취 (S. rectinervis) - 긴분취 (S. recurvata) - 털분취 (S. rorinsanensis) - 분취 (S. seoulensis) - 쇠분취 (S. sinuata) - 물골취 (S. stenolepis) - 꼬리서덜취 (S. subtriangulata) - 당분취 (S. tanakae) - 해변취 (S. taquetii) - 두메분취 (S. tomentosa) - 두메취 (S. triangulata) - 좀두메취 (S. triangulata var. alpina) - 그늘취 (S. uchiyamana) - 산각시취 (S. umbrosa) - 긴산취 (S. umbrosa var. herbicola Nakai) - 구와취 (S. ussuriensis) |